# NGC 2948
NGC 2948 (również PGC 27518 lub UGC 5141) – galaktyka spiralna z poprzeczką (SBbc), znajdująca się w gwiazdozbiorze Lwa. Odkrył ją William Herschel 24 marca 1786 roku.